# Andra Långgatan
Andra Långgatan är en cirka 700 meter lång gata i stadsdelen Masthugget i Göteborg. Den går mellan Järntorget och Johannesplatsen via Masthuggstorget. Först gick gatan endast mellan Järntorget och Masthuggstorget.

## Historik
Namnet bekräftades 1883 i relation till den parallella Första Långgatan. Ett äldre namn på gatan var Nya Vägen och Breda Vägen. Kvarteren längs Andra Långgatan heter från Järntorget räknat: 8 kvarteret Skutan, 9 kvarteret Slupen, 10 kvarteret Kryssaren, 7 kvarteret Smacken, 10 kvarteret Kryssaren, 11 kvarteret Korvetten och 6 kvarteret Jakten.
Magistraten i Göteborg beslutade 1861 att reglera det glest bebyggda området, genom ett system av fem ritbordsraka gator. Den femte gatans namn blev 1883 till Plantagegatan. Stadsplanen 1866 innefattade bland annat Masthugget, stadens västligaste del. Planen innebar att merparten av den äldre bebyggelsen behövde rivas. All gammal trähusbebyggelse försvann under åren 1870–1910. Istället uppfördes 3–6 våningars stenhus, vilket förändrade stadsdelens karaktär helt. Nya, höga hus längs smala gator och en många gånger mörk stadsmiljö, men i en bostadsundersökning från 1889 skrivs:
| ”                      | Masthugget består af stenhus och torde vara oklanderlig. | „ |
| – inspektör Wallqvist, |                                                          |   |

Andra Långgatan präglades främst av närheten till hamnen, och blev därmed sjöfolkets kullerstensbelagda gata. Gatan var under lång tid ojämn, ibland med små trappor vid trottoaren för att kompensera nivåerna. Skälet till gatans skick skall ha varit att myndigheterna bestämde en gatunivå som inte stämde överens med den befintliga bebyggelsen, då nya hus uppfördes. Först på 1950-talet kom man tillrätta med problemet.
I stadsfullmäktiges handlingar 1868 kan man läsa om en stensättning av Andra Långgatan för 13 500 Riksdaler och dess villkor: "Stensättning af Andra Långgatan i Masthugget med tuktad sten, med trottoir endast utmed de bebyggda qvarteren vid nämnda gata; dock under förutsättning, att tomtägarne vid gatan till Gatu- och Vägförvaltningen, såsom lösen för befrielse från dem åliggande skyldighet att, hvar utanför sin tomt, förse gatan med uti Masthugget vanlig stensättning, erlägga en afgift af 3 Rdr 50 öre Rmt för qvadratfamnen."

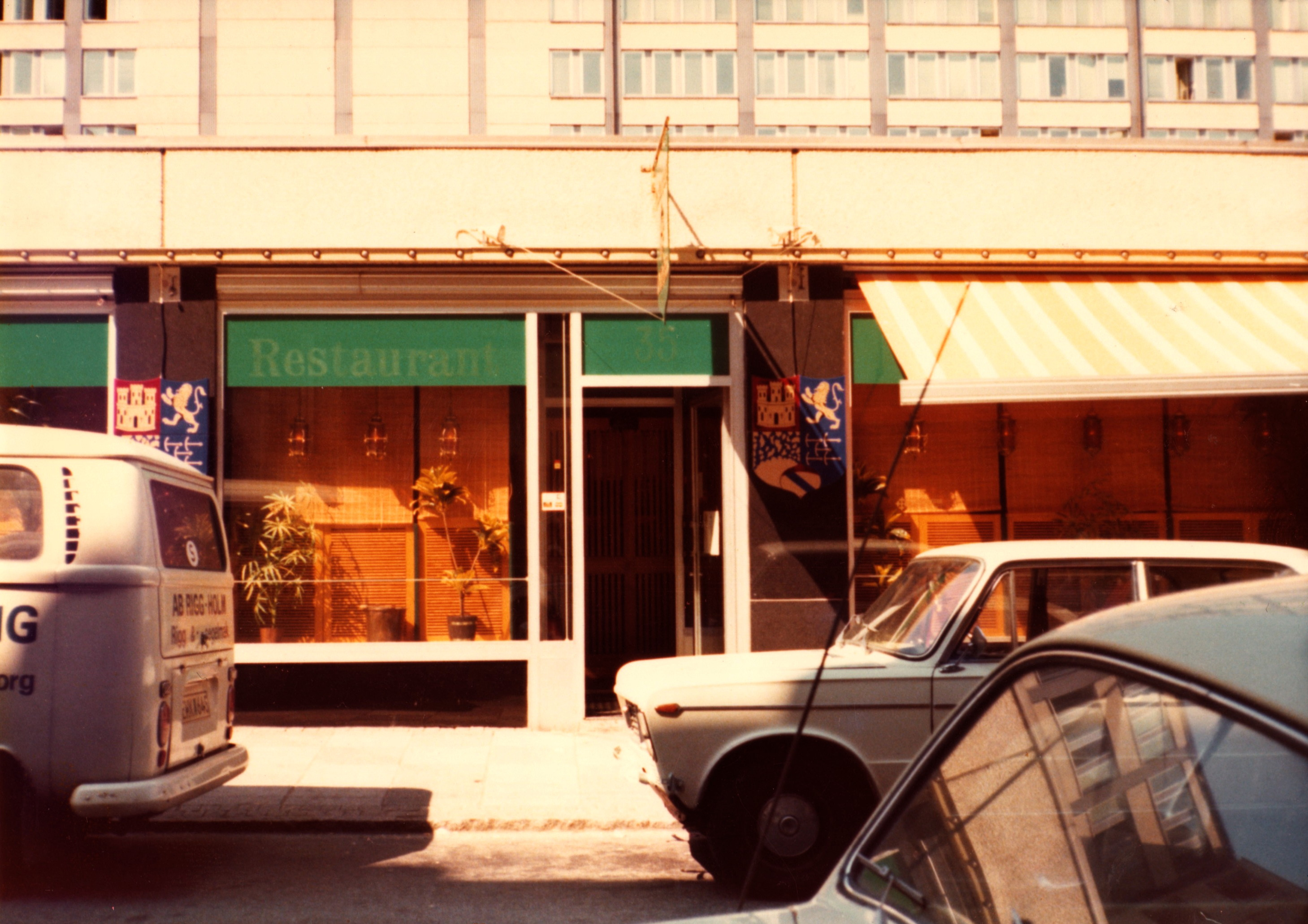
Restaurang Columbus (foto 1975) fanns fram till 1993, på den restaurangtäta Andra Långgatan.

Från 1879 till 1902 gick hästspårvagnen längs hela den smala gatan, för att senare avlösas av den elektriska utmed Första Långgatan. Butikerna fruktade då att gatan skulle tappa sin betydelse, men så blev det inte. Även då gatan enkelriktades 1955 behöll den sin position. Göteborgs-Tidningen skrev 1916:
| ”                            | Mellan de två raderna grå stenhus från Järntorget till Masthuggstorget böljar Andra Långgatan fram. Lika rik som den är på höjningar och sänkningar är den på underliga, mer eller mindre trevliga figurer och typer. Tack vare denna växlande ström har den fått sitt sorgliga rykte som stadens oroliga hörn .... Affärslivet står högt i flor. För masthuggs- och majbor betyder Andra Långgatan "stan". Allt vad en människa behöver från födelsen till döden finnes i dess välförsedda affärer, både dopklädning, psalmbok, vigselring och likkista. | „ |
| – Göteborgs-Tidningen, 1916, | |   |

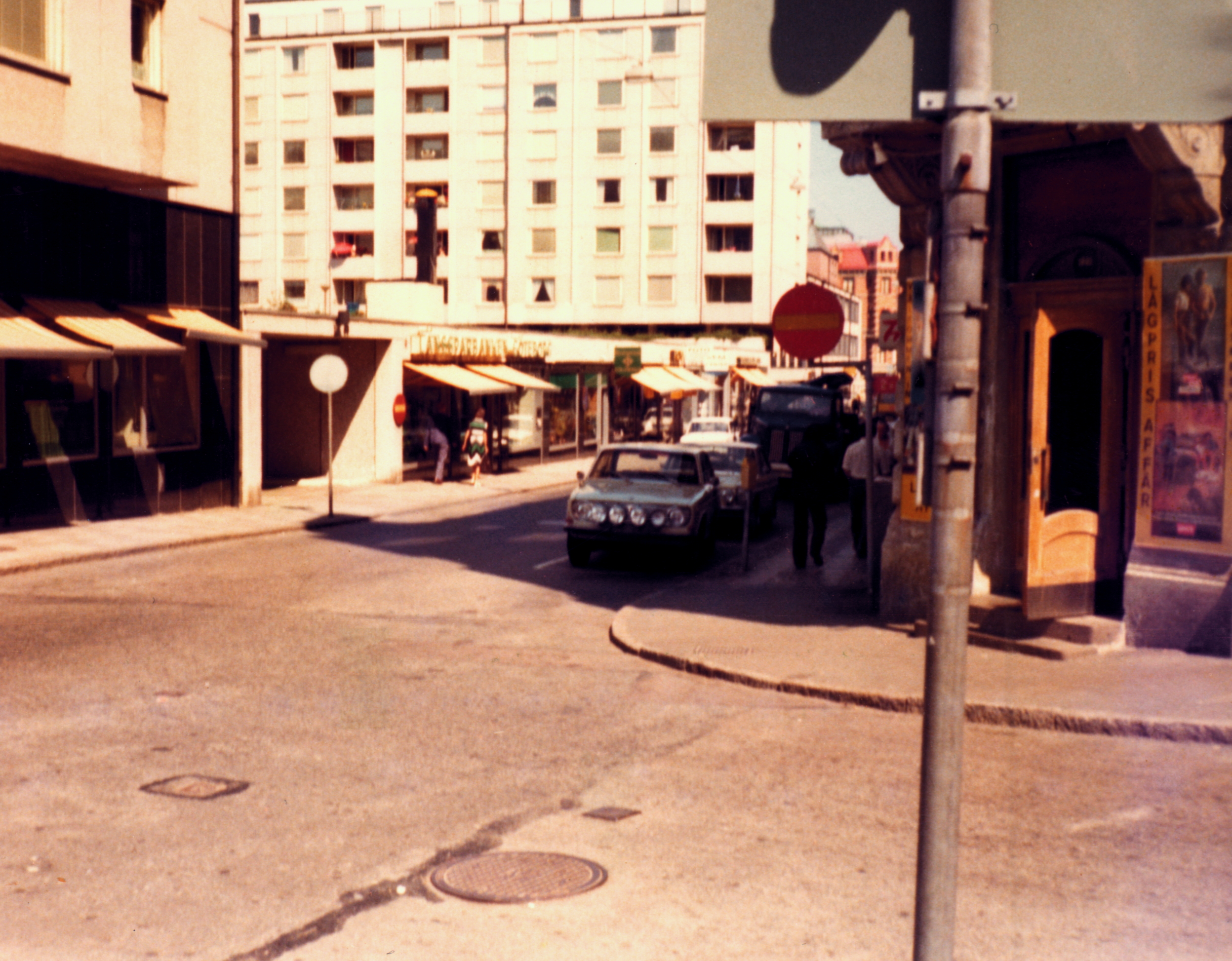
Andra Långgatan cirka 1979

Även under senare år har Andra Långgatan varit en sidogata med en mängd etablissemang av vitt skild karaktär. Inte minst utmärktes den länge av en blandning av antikvitetshandlar, porrbutiker och lunchrestauranger. Under lång tid undgick Andra långgatan den gentrifiering som förvandlat andra delar av Göteborgs hamnnära kvarter till högstatusområden.
Sedan mitten av 2000-talet har dock gentrifiering fått sitt fäste om gatan, och många av gatans pubar och butiker har övertagits och renoverats av investerare med goda ekonomiska förutsättningar.
En mörk baksida med Andra Långgatan är den öppna narkotikaförsäljning som pågått under senare tid. Något som lett till polistillslag så sent som 2018.

## Andra Långdagen

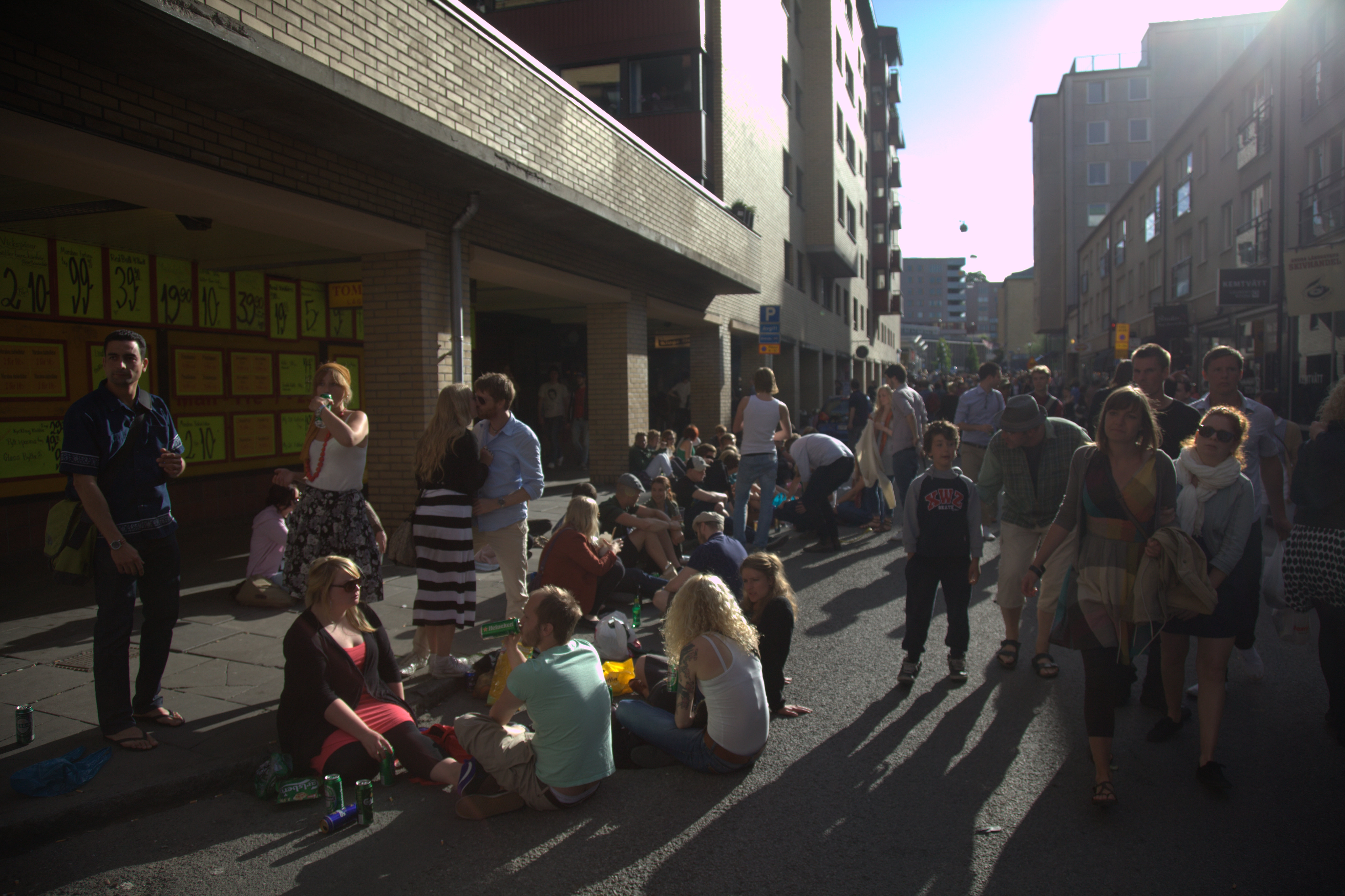
Bild från Andra Långdagen 2010

I början av varje sommar sedan 2005 har det ordnats en stor fest längs hela Andra Långgatan, som lockat tusentals besökare. Officiella arrangörer har inte funnits och arrangemanget har saknat tillstånd, även om man sedan 2013 för dialog med kommunen. Festen har fått mycket kritik på grund av den nedskräpning som följt.